# Kathryn Grant
Pour les articles homonymes, voir Grant.
Kathryn Grant Crosby, née Kathryn Olive Grandstaff le 25 novembre 1933 à Houston (Texas) et morte le 20 septembre 2024 à Hillsborough (Californie), est une actrice et une chanteuse américaine qui a réalisé la majeure partie de sa carrière sous le nom de Kathryn Grant.

## Biographie
Un de ses rôles les plus populaires reste celui de la princesse Parisa dans le film Le Septième voyage de Sinbad.
Elle change de nom en devenant la deuxième épouse de Bing Crosby en 1957 et ralentit énormément sa carrière d'actrice après leur mariage, au point de n'accepter que de très rares rôles à la télévision. Depuis la mort de son mari en 1977, elle a joué quelques petits rôles à la télévision mais aucun au cinéma.
Elle est la mère de trois enfants dont l'actrice Mary Frances Crosby. 
Elle s'est remariée par la suite avec l'acteur Ed Setrakian.

## Filmographie partielle
- 1954 : Fenêtre sur cour (Rear Window) d'Alfred Hitchcock
- 1955 : The Phenix City Story de Phil Karlson
- 1955 : Prisons sans chaînes (Unchained) de Hall Bartlett
- 1956 : Au cœur de la tempête (Storm Center) de Daniel Taradash
- 1956 : La Vengeance de l'indien (Reprisal !) de George Sherman
- 1957 : L'Extravagant Monsieur Cory (Mister Cory) de Blake Edwards
- 1957 : Le Fort de la dernière chance (The Guns of Fort Petticoat) de George Marshall
- 1957 : Le Bal des cinglés (Operation Mad Ball) de Richard Quine
- 1957 : The Night the World Exploded de Fred F. Sears
- 1958 : Le Septième voyage de Sinbad (The 7th Voyage of Sinbad) de Nathan Juran
- 1959 : Le Cirque fantastique (The Big Circus) de Joseph M. Newman
- 1959 : Autopsie d'un meurtre (Anatomy of a Murder) d'Otto Preminger